# Tipula glendenningi
Tipula glendenningi är en tvåvingeart som beskrevs av Alexander 1943. Tipula glendenningi ingår i släktet Tipula och familjen storharkrankar. Inga underarter finns listade i Catalogue of Life.